# Episodi di Game Shakers (prima stagione)
La prima stagione della serie televisiva Game Shakers è andata in onda negli Stati Uniti su Nickelodeon dal 12 settembre 2015 al 21 maggio 2016. In Italia è andata in onda su TeenNick dal 15 febbraio all'11 marzo 2016 e su Nickelodeon dal 26 settembre al 21 ottobre 2016.
| N.  | Codice di prod. | Titolo originale             | Titolo italiano               | Prima TV USA      | Prima TV Italia  |
| --- | --------------- | ---------------------------- | ----------------------------- | ----------------- | ---------------- |
| 1-2 | 101-102         | Sky Whale                    | SkyWhale: Un gioco che spacca | 12 settembre 2015 | 15 febbraio 2016 |
| 3   | 104             | Lost Jacket, Falling Pigeons | Il giubbotto e i piccioni     | 19 settembre 2015 | 16 febbraio 2016 |
| 4   | 105             | Dirty Blob                   | Il nuovo videogame            | 26 settembre 2015 | 17 febbraio 2016 |
| 5   | 106             | MeGo the Freakish Robot      | MeGo lo strambo robot         | 3 ottobre 2015    | 18 febbraio 2016 |
| 6   | 103             | Tiny Pickes                  | Il videogioco di Double G     | 10 ottobre 2015   | 19 febbraio 2016 |
| 7   | 108             | Scared Tripless              | Felice Halloween              | 24 ottobre 2015   | 22 febbraio 2016 |
| 8   | 107             | Trip Steals The Jet          | Roba da ricchi                | 7 novembre 2015   | 23 febbraio 2016 |
| 9   | 109             | Lost On The Subway           | Avventura in metropolitana    | 14 novembre 2015  | 24 febbraio 2016 |
| 10  | 110             | You Bet Your Bunny           | Una scommessa sconsiderata    | 21 novembre 2015  | 25 febbraio 2016 |
| 11  | 111             | A Raggae Potato ChristMas    | Un Natale movimentato         | 28 novembre 2015  | 26 febbraio 2016 |
| 12  | 113             | Poison Pie                   | La torta avvelenata           | 9 gennaio 2016    | 10 maggio 2016   |
| 13  | 112             | Party Crashers               | I Guastafeste                 | 16 gennaio 2016   | 9 maggio 2016    |
| 14  | 116             | The Girl Power Awards        | Un premio fasullo             | 23 gennaio 2016   | 13 maggio 2019   |
| 15  | 115             | A Job for Jimbo              | Il duetto                     | 30 gennaio 2016   | 12 maggio 2016   |
| 16  | 118             | Shark Explosion              | Uno squalo esplosivo          | 6 febbraio 2016   | 17 maggio 2016   |
| 17  | 114             | Nasty Goats                  | Nasty Goats                   | 20 febbraio 2016  | 11 maggio 2016   |
| 18  | 119             | Babe’s fake disease          | La falsa malattia             | 27 febbraio 2016  | 18 maggio 2016   |
| 19  | 117             | The Diss Track               | Insulti a suon di rap         | 5 marzo 2016      | 16 maggio 2016   |
| 20  | 124             | Revenge @ Tech Fest          | La vendetta (1ª parte)        | 21 maggio 2016    | 21 maggio 2016   |
| 21  | 125             | Revenge @ Tech Fest          | La vendetta (2ª parte)        | 21 maggio 2016    | 21 maggio 2016   |

## SkyWhale: Un gioco che spacca
- Titolo originale: Sky Whale

### Trama
Durante un progetto di scienze per la scuola, Babe e Kenzie, non sanno cosa portare, perché avevano inventato un piatto che non ti faceva mangiare... d'altronde, non sempre tutte le invenzioni funzionano alla perfezione ed il piatto esplode; a corto d'idee, sulla metrò creano Sky Whale. Il gioco ottiene un successo enorme e così le 2 fondano la Game shakers. Ma non sanno di aver inserito una canzone del rapper Double G, che arriva sul tetto dell'edificio Game Shakers di soppiatto a protestare. Dopo un battibecco, firmano il contratto e diventano soci. Prima di ripartire, Triple G implora Babe e Kenzie di farlo lavorare alla Game Shakers e così accade.

## Il giubbotto e i piccioni
Titolo Originale: Lost Jacket,Falling Pigeons
Trama:
Double G arriva dai Game Shakers e porta dei Doub-Cake. Dà a Kenzie e a Babe un sacco di soldi. Allora Babe comprerà un nuovo giubbotto,che poi perderà in metrò. Allora lo cercherà anche nel  "Negozio Oggetti Smarriti" del metrò,ma non lo troverà. Kenzie allora gliene regalerà uno nuovo, e Babe non sarà più depressa.

## Il nuovo videogame
Titolo Originale: Dirty Blob
Trama:
La Game Shakers crea un nuovo gioco dal nome "Dirty Blob".

## MeGo lo strambo robot
Titolo Originale: MeGo: The Freakish Robot
Trama:
Alla Game Shakers arriva un robot dal nome "MeGo" ed i programmatori vogliono che facciano un gioco su di lui. Double G però ha paura dei robot e quindi si terrà lontano dal robot. MeGo proverà affetto verso Hudson e odio verso Triple G(che odia MeGo come il padre). Alla fine MeGo cercherà di uccidere Trip,ma suo padre,Kenzie,Babe ed Hudson lo salveranno e Double G butterà MeGo da sopra un tetto del grattacielo della Game Shakers.

## Il videogioco di Double G
Titolo Originale: Tiny Pickles
Trama:
La Game Shakers sta lavorando ad un nuovo videogioco,ma Double G insiste sul fare un videogioco basato su una cosa che ha sognato. Lo annuncierà in TV e la Game Shakers controvoglia sarà costretta a farlo. Allora daranno vita a "Tiny Pickles". Double G capirà che i ragazzi non volevano farlo e penserà che sia stupido. Annuncerà in TV che il gioco è stato annullato ma poi arriverà la Game Shakers che ha unito la loro idea con quella di Double G.
Guest Star: Matt Bennett  (se stesso) e Yvette Nicole Brown (Helen, conduttrice dello show)

## Felice Halloween
Titolo Originale: Scared Tripless
Trama:
È Halloween alla Game Shakers, e Triple G ha paura poiché Double G gli fa sempre scherzi paurosi sin dalla sua nascita. Allora organizzerà un piano per spaventare suo padre, ma suo padre ne ha già organizzato uno più pauroso. Alla fine Double G finirà all'ospedale poiché un serpente l'ha morso. Alla fine si scoprirà che si è iniettato veleno di serpenti per un anno intero(poiché aveva finto di morire).

## Roba da ricchi
Titolo Originale: Trip Steals The Jet
Trama:
I Game Shakers prendono in prestito il jet privato di Double G per portare i ricchi amici di Triple G Landru e Pompay a fare un giro mentre Bunny, Ruthless e Scottie dormivano. Dopo che i piloti saltano fuori dal jet, i Game Shaker devono far atterrare il jet da soli. Quando atterrano sul jet, Landru e Pompay dicono a Triple G di abbandonare Babe, Kenzie e Hudson e di uscire invece con loro, ma Triple G si alza in piedi per gli altri Game Shaker e smette di uscire con Landru e Pompay. Successivamente, Babe, Kenzie, Hudson e Triple G scappano per evitare l'ira di Double G.

## Avventura in metropolitana
Titolo Originale: Lost On The Subway
Trama:
I Game Shaker creano un nuovo gioco chiamato Punchy Face, che raggiunge Tekmoto, una società di giochi che richiede un incontro con i Game Shaker. A causa di una parata di taxi, Babe, Kenzie, Triple G e Hudson devono prendere la metropolitana; tuttavia, Hudson dimentica i guantoni da boxe, quindi Babe e Kenzie rimandano indietro lui e Triple G per recuperarli. Sfortunatamente, Triple G e Hudson finiscono per perdersi e avere problemi con Double G. Double G va a cercarli, lasciando Babe e Kenzie a bloccare i dirigenti dell'azienda a Tekmoto. In seguito la bambina improvvisa trasformando i guantoni da boxe in un reggiseno con dentro il pane. La Tekmoto è molto colpita e approva il gioco.

## Una scommessa sconsiderata
È stato organizzato un grande torneo di "Sky Whale" nella sede della Game Shakers. Babe arriva in finale e deve affrontare un odioso ragazzino di nome Todd.

## Un natale movimentato
Double G tarda a scrivere la canzone che ha promesso a Bebe e Kenzie per il loro nuovo videogame perché e' impegnato a mettere a punto il suo show natalizio.

## I guastafeste
Babe, innamorata di Mason, si fa invitare al compleanno della sorella Peggy.

## La torta avvelenata
Babe, Triple G, Kenzie e Hudson fanno chiasso alla Game Shakers. Il rumore disturba lo studio medico accanto e per far pace con il vicino, Babe e Kenzie gli preparano una torta.

## Nasty Goats
I Game Shakers scoprono che il loro nuovo gioco è stato piratato. 

## Il duetto
Babe, Kenzie, Trip e Hudson sono alle prese con i test per un nuovo videogioco. Intanto Double G riesce a coronare il sogno della sua vita: incidere un duetto con una famosa cantante rhythm and blues.

## Un premio fasullo
Babe e Kenzie ricevono un invito per presenziare ai "Girl Power Awards". Babe non sta più nella pelle perché non ha mai vinto un trofeo in vita sua.

## Insulti a suon di rap
Big Vicious, rapper violento, non fa che insultare Double G nel suo ultimo brano.

## Uno squalo esplosivo
La mamma di Triple G, la dottoressa Jackie Griffin, decide di portare il figlio e gli altri Game Shakers, sullo yacht di famiglia. Double G, disgustato della moglie e propenso a pescare dei calamari giganti con Bunny e Roothless, pero' non e' d'accordo.

## La falsa malattia
Kenzie mostra agli altri Game Shakers una nuova app che permette di vedere che aspetto avranno a quarant'anni.

## Il dito della mummia
I Game Shakers sono alla ricerca di idee per il nuovo videogioco. Decidono di visitare il museo delle mummie.

## Un topo fortunato
Kenzie trova un topolino in metropolitana e lo salva. Gli altri ne sono disgustati.

## Sfida tra gamer
Triple G riesce a sfidare il mitico Icon, un grande campione di videogiochi e a sconfiggerlo. Attira cosi' le attenzioni di una ditta di abbigliamento sportivo che lo vuole come testimonial.

## Il livello segreto
Hudson parla di un livello segreto in un videogioco, quando in realtà non esiste.

## Vendetta (1ª parte)
I Game Shakers vanno al Tech Fest. Cercano aiuto per poter battere un vecchio nemico di Double G tornato per vendicarsi.

## Vendetta (2ª parte)
Babe, Kenzie e Double G cercano di liberare Trip, Hudson, Bunny e Ruddless dalle grinfie di Mego.